# Atletismo nos Jogos Pan-Americanos de 2019 - 100 m feminino
A competição dos 100 m rasos feminino foi um dos eventos do atletismo nos Jogos Pan-Americanos de 2019, em Lima, no Peru. A prova foi realizada entre os dias 6 e 7 de agosto.

## Calendário
Horário local (UTC-5).
| Data        | Horário | Fase      |
| ----------- | ------- | --------- |
| 6 de agosto | 15:00   | Semifinal |
| 7 de agosto | 16:40   | Final     |

## Medalhistas
| Ouro   | JAM Elaine Thompson       |
| Prata  | TTO Michelle-Lee Ahye     |
| Bronze | BRA Vitória Cristina Rosa |

## Recordes
Recordes mundial e pan-americano antes da disputa dos Jogos Pan-Americanos de 2019.
| Tipo                             | Atleta                   | Tempo | Local        | Data                |
| -------------------------------- | ------------------------ | ----- | ------------ | ------------------- |
|                                  | Florence Griffith-Joyner | 10.49 | Indianápolis | 16 de julho de 1988 |
| Recorde dos Jogos Pan-Americanos | Barbara Pierre           | 10.92 | Toronto      | 21 de julho de 2015 |

## Resultados

### Semifinal
Qualificação: Os 2 primeiros em cada bateria (Q) e os 2 mais rápidos (q) se classificaram para a final. Os resultados foram os seguintes: 
Vento: Bateria 1: +0,3 m / s, Bateria 2: -0,4 m / s, Bateria 3: -1,1 m / s
| Colocação | Bateria | Atleta                | Nacionalidade             | Tempo | Notas |
| --------- | ------- | --------------------- | ------------------------- | ----- | ----- |
| 1         | 2       | Elaine Thompson       | JAM Jamaica               | 11.36 | Q     |
| 2         | 1       | Michelle-Lee Ahye     | TTO Trinidad e Tobago     | 11.37 | Q     |
| 3         | 2       | Vitória Cristina Rosa | BRA Brasil                | 11.40 | Q     |
| 4         | 3       | Crystal Emmanuel      | CAN Canadá                | 11.48 | Q     |
| 5         | 3       | Angela Tenorio        | ECU Equador               | 11.49 | Q     |
| 5         | 2       | Kelly-Ann Baptiste    | TTO Trinidad e Tobago     | 11.49 | q     |
| 7         | 1       | Natasha Morrison      | JAM Jamaica               | 11.59 | Q     |
| 7         | 3       | Twanisha Terry        | USA Estados Unidos        | 11.59 | q     |
| 9         | 2       | Andrea Purica         | VEN Venezuela             | 11.64 |       |
| 10        | 2       | Yunisleidy García     | CUB Cuba                  | 11.66 |       |
| 11        | 1       | Leya Buchanan         | CAN Canadá                | 11.70 |       |
| 12        | 1       | Halle Hazzard         | GRN Granada               | 11.70 |       |
| 13        | 2       | Brianne Bethel        | BAH Bahamas               | 11.76 |       |
| 14        | 3       | Marileidy Paulino     | DOM República Dominicana  | 11.84 |       |
| 15        | 1       | Franciela Krasucki    | BRA Brasil                | 11.87 |       |
| 16        | 3       | Tristan Evelyn        | BAR Barbados              | 11.89 |       |
| 17        | 3       | Brenessa Thompson     | GUY Guiana                | 11.96 |       |
| 18        | 1       | Maria Woodward        | ARG Argentina             | 12.01 |       |
| 19        | 1       | Hilary Gladden        | BIZ Belize                | 12.19 |       |
| 20        | 2       | Ariel Jackson         | BAR Barbados              | 12.31 |       |
| 21        | 3       | Shenel Crooke         | SKN São Cristóvão e Neves | 12.36 |       |
| 22        | 2       | Triana Alonso         | PER Peru                  | 12.38 |       |

### Final
Os resultados foram os seguintes:  
Vento: -0.5
| Colocação         | Faixa | Atleta                | Nacionalidade         | Tempo | Notas |
| ----------------- | ----- | --------------------- | --------------------- | ----- | ----- |
| Medalha de ouro   | 5     | Elaine Thompson       | JAM Jamaica           | 11.18 |       |
| Medalha de prata  | 6     | Michelle-Lee Ahye     | TTO Trinidad e Tobago | 11.27 |       |
| Medalha de bronze | 4     | Vitória Cristina Rosa | BRA Brasil            | 11.30 |       |
| 4                 | 8     | Angela Tenorio        | ECU Equador           | 11.34 |       |
| 5                 | 3     | Twanisha Terry        | USA Estados Unidos    | 11.37 |       |
| 6                 | 9     | Natasha Morrison      | JAM Jamaica           | 11.40 |       |
| 7                 | 7     | Crystal Emmanuel      | CAN Canadá            | 11.41 |       |
| 8                 | 2     | Kelly-Ann Baptiste    | TTO Trinidad e Tobago | 11.52 |       |

Legenda
| Recorde mundial                  | Recorde mundial (World record)               |                       | Recorde africano                      | Recorde africano (African) |                                           | Q | Classificado por posição (Qualified) |
| Recorde dos Jogos Pan-Americanos | Recorde pan-americano (Pan-American record)  | Recorde da América    | Recorde da América (Americas)         | q                          | Classificado por melhor tempo (Qualified) |   |                                      |
| Melhor marca do ano              | Melhor marca do ano (World leading)          | Recorde asiático      | Recorde asiático (Asian)              | DNS                        | Não largou (Did not start)                |   |                                      |
| Recorde nacional                 | Recorde nacional (National record)           | Recorde europeu       | Recorde europeu (European)            | DNF                        | Não terminou (Did not finish)             |   |                                      |
| Recorde pessoal                  | Recorde pessoal do atleta (Personal best)    | Recorde da Oceania    | Recorde da Oceania (Oceania)          | DSQ / DQ                   | Desclassificado (Disqualified)            |   |                                      |
| Recorde da temporada             | Recorde da temporada do atleta (Season best) | Recorde sul-americano | Recorde sul-americano (South America) | NM                         | Sem marca (No mark)                       |   |                                      |